# 2歐元硬幣

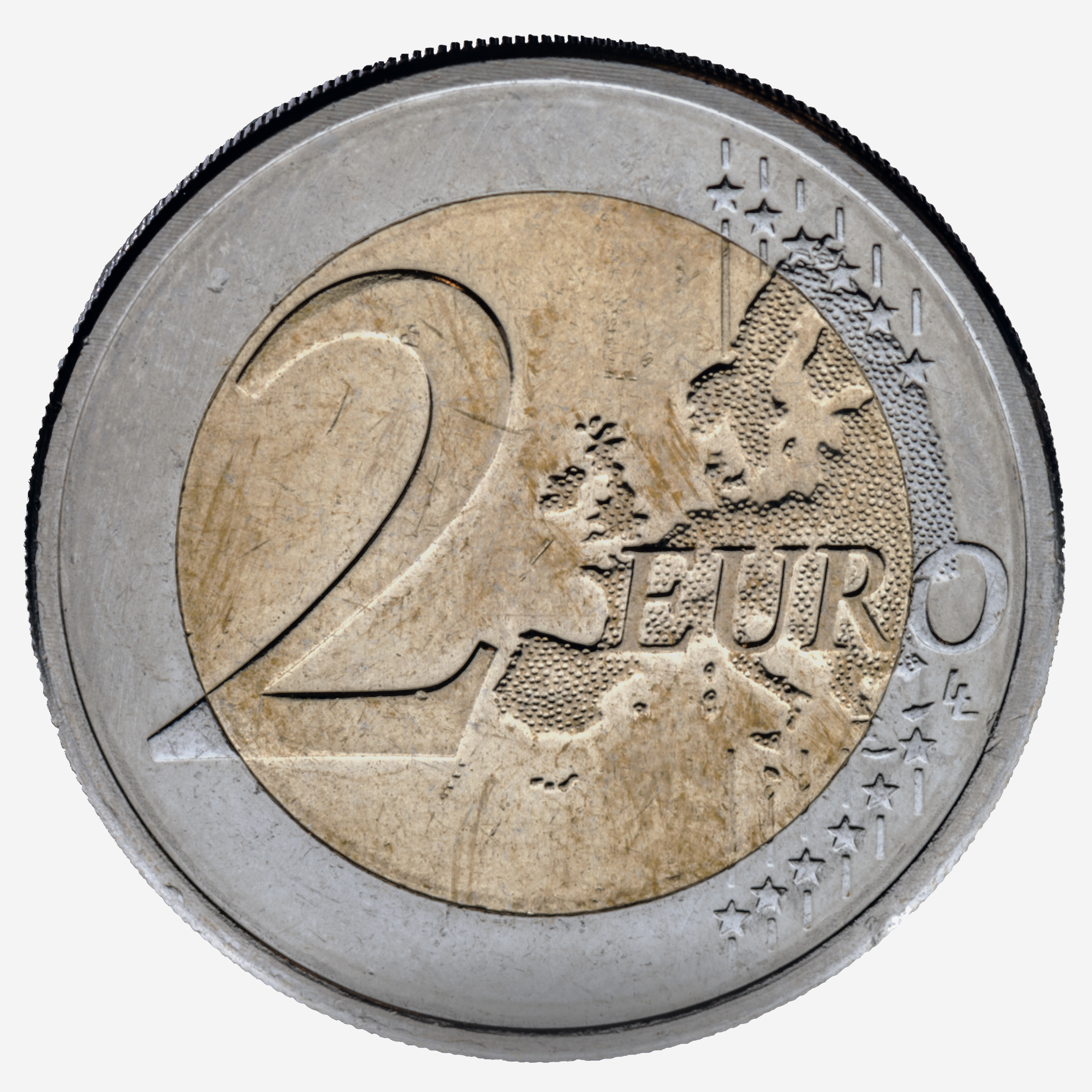

2歐元硬幣（€2）是歐元硬幣中價值最高的硬幣，於2002年開始流通。現在2歐元硬幣通行於22個國家（其中20個是正式合法使用），使用人口約有3.32億。2歐元硬幣由兩種合金製作而成，內部是鎳黃銅合金，外側是銅鎳合金。所有的2歐元硬幣均有一個共同的反面設計和各國不同的正面設計。2歐元硬幣在2007年進行重新設計。由於歐盟在2004年和2007年兩次擴大，因此歐元硬幣也在2007年進行重新設計，修改地圖對應歐盟範圍擴大。

## 外部連結
- . European Central Bank.   [18 August 2009]. （原始内容存档于2012-05-09）.